# Chris Warren (basket-ball, 1981)
Pour les articles homonymes, voir Chris Warren (basket-ball, 1988).
Christopher Levous « Chris » Warren, né le 19 janvier 1981, à Garland, au Texas, est un joueur américain naturalisé panaméen de basket-ball. Il évolue aux postes d'arrière et d'ailier.